# Шира л’Еглиз
Шира л’Еглиз (фр. Chirat-l'Église) насеље је и општина у централној Француској у региону Оверња, у департману Алије која припада префектури Монлисон.
По подацима из 2011. године у општини је живело 134 становника, а густина насељености је износила 7,25 становника/km². Општина се простире на површини од 18,48 km². Налази се на средњој надморској висини од 450 метара (максималној 494 m, а минималној 311 m).

## Демографија
| 1962. | 1968. | 1975. | 1982. | 1990. | 1999. | 2011. |
| ----- | ----- | ----- | ----- | ----- | ----- | ----- |
| 175   | 221   | 162   | 166   | 129   | 119   | 134   |

График промене броја становника у току последњих година